# Jeremy Wright
Pour les articles homonymes, voir Jeremy Wright (homonymie) et Wright.
Jeremy Wright, né le 24 octobre 1972 à Taunton (Somerset), est un homme politique britannique, membre du Parti conservateur et secrétaire d'État au Numérique, à la Culture, aux Médias et au Sport du 9 juillet 2018 au 24 juillet 2019.

## Biographie
Sous-secrétaire d'État parlementaire à la Justice du 4 septembre 2012 au 15 juillet 2014, il est ensuite procureur général dans le gouvernement Cameron puis dans le gouvernement May de juillet 2014 à juillet 2018. Puis, il a été Secrétaire d'État au Numérique, à la Culture, aux Médias et au Sport dans le gouvernement May II, jusqu'en juillet 2019.